# Rifugio Regi
Il rifugio Regi è un rifugio alpino posto sulle Alpi Lepontine in Piemonte. Il Rifugio si trova in località Alpe Forno nel comune di Santa Maria Maggiore, nella provincia del Verbano-Cusio-Ossola, a 1.888 m s.l.m. ed è gestito dalla sezione Vigezzo del Club Alpino Italiano.

## Caratteristiche
Il Rifugio Regi è un rifugio alpino non gestito, quindi un bivacco, che si trova in Val d'Ossola. Per accedervi serve avere le chiavi reperibili presso la sezione Vigezzo del CAI che lo gestisce. Il rifugio possiede un locale di emergenza sempre aperto a tutti anche in inverno. La struttura dispone di: 9 posti letto su tavolato con materassi e coperte, di acqua corrente esterna, camino per il riscaldamento, fornello a gas con bombola per cucinare, stoviglie, pannelli solari per l'illuminazione. Il rifugio che si trova in località Alpe Forno viene usato come punto di appoggio per l'ascesa al Pizzo la Scheggia. Il rifugio Regi venne acquistato nel 1987 dal Comune di Santa Maria Maggiore e inaugurato nel settembre dello stesso anno con il contributo della sezione Vigezzo del CAI.

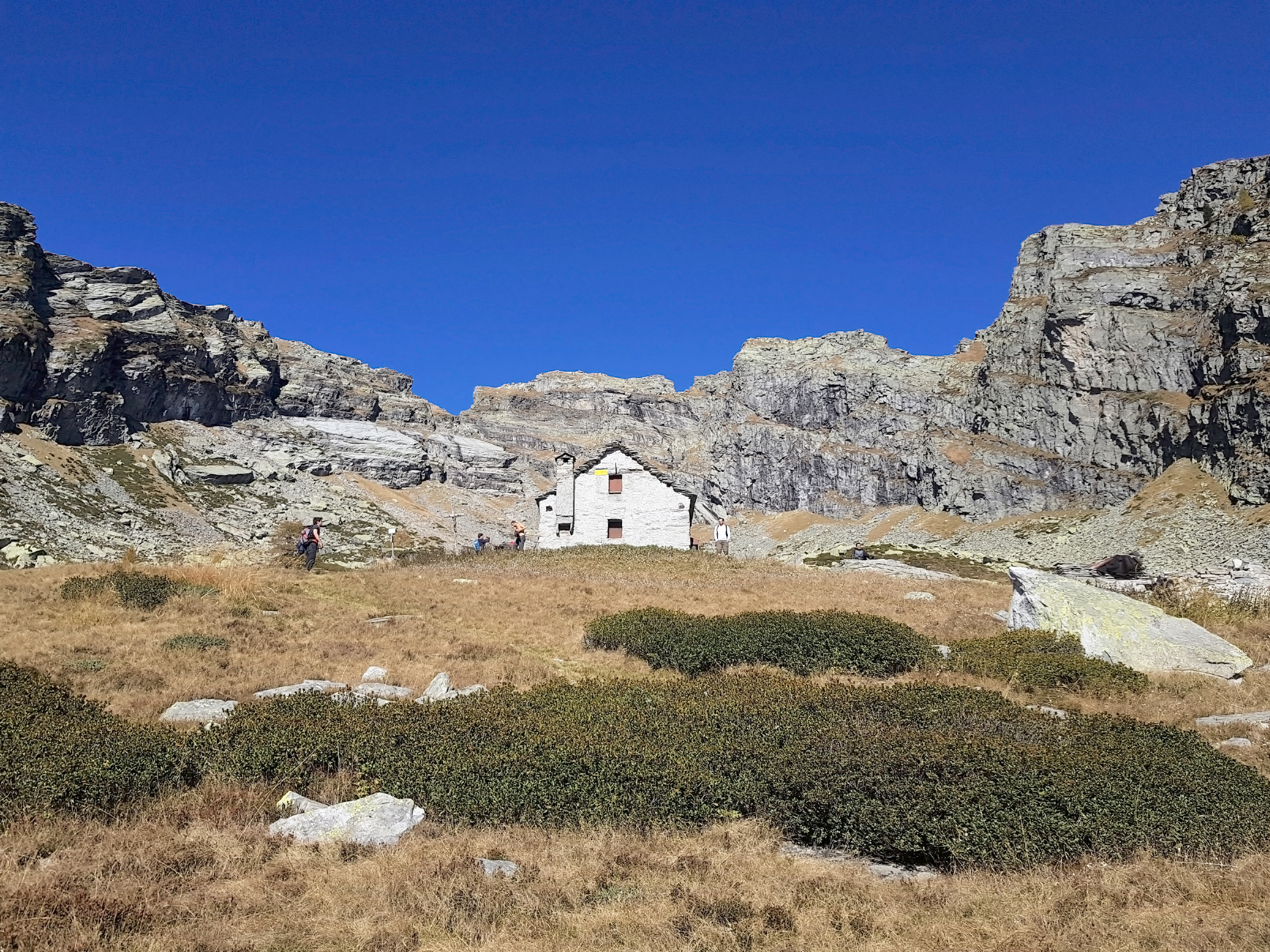
Vista sull'alpe Forno con il bivacco al centro e La Scheggia sullo sfondo

## Accessi
Si accede al rifugio da Arvogno in circa 3 ore passando dalle località Alpe Cortino (1285 mslm) e Alpe Anfirn (1524 mslm). In prossimita del bivacco passa il sentiero CAI 	M11.

## Ascensioni
- Pizzo la Scheggia
- Cima Campelli
- Pizzo Locciabella